# Lilo og Stitch: Serien
Lilo & Stitch: Serien (Lilo & Stitch: The Series) er en amerikansk tegnefilmserie produceret af Walt Disney Television animation. Serien blev vist på Disney Channel og Toon Disney.

## Handling
Serien foregår lige efter filmen Stitch! Eksperiment 626 hvor Lilo og Stitch nu må indfange, og gøre alle de andre 625 eksperimenter, gode.

## Danske stemmer
- Stitch: Amin Jensen
- Lilo: Sarah Juel Werner, Tillie Bech
- Nani: Trine Pallesen
- Jumba: John Hahn-Petersen
- Pleakley: Anders Bircow
- David: Paw Henriksen
- Kaptajn Gantu: Stig Rossen
- Dr. Hamsterville: Ole Boisen
- X-625: Thomas Mørk
- Cobra Bubbles: Torbjørn Hummel
- Mertle: Thea Iven Ulstrup
- Keoni: Mathias Klenske
- Computer: Camilla Lindhof Vindeby
- Peter Secher Schmidt
- Mathias Klenske
- Jette Sievertsen
- Morten Staugaard
- Helene Wolhardt Moe
- Anne Oppenhagen Pagh
- Annevig Schelde Ebbe
- Vibeke Dueholm
- Peter Zhelder
- Jamie Morton
- Sara Poulsen
- Morten Staugaard
- Allan Hyde
- Andreas Jessen
- Julian E. Kellerman
- Sasia Mølgaard
- Tom Jensen
- Paul Hüttel

## Episoder ( ufuldstændige)
1. Udslæt

## Ekstern henvisning
- Lilo og Stitch: Serien på Internet Movie Database (engelsk)
- Lilo og Stitch: Serien på Rotten Tomatoes (engelsk)
- Lilo og Stitch: Serien på Metacritic (engelsk)
- Lilo og Stitch: Serien hos Behind The Voice Actors (engelsk)
- Lilo og Stitch: Serien hos The Movie Database (engelsk)
- Lilo og Stitch: Serien hos TheTVDB (engelsk)
- Lilo og Stitch: Serien hos TV.com (engelsk)
- Official hjemmeside
- Dansk hjemmeside

| Fjernsyn | Spire Denne artikel om et tv-program er en spire som bør udbygges. Du er velkommen til at hjælpe Wikipedia ved at udvide den. |